# Funk-Stunde GmbH
Берлинское радио (Funk-Stunde GmbH, до 1933 года — Funk-Stunde AG) — некоммерческое 
общество с ограниченной ответственностью (до 1933 года - некоммерческое акционерное общество) существовавшее в 1922-1934 гг.

## Радиовещательная деятельность компании
Радиокомпания со 2 марта 1924 до 1 апреля 1934 гг. вещала по бранденбургско-берлинской программе, звучавшей на средних волнах на волне 400 м. Также на производственно-технической базе радиокомпании вело радиовещание общество с ограниченной ответственностью «Дойчландзендер» и осуществлялся обмен радиопередачами. 

## Владельцы
Радиокомпания принадлежала:
- (в 1922-1933 гг.) 
  - на 100% - частная компания (акционерное общество «Фокс-Шальплаттен-унд-Шпрехиашинен»);
- (в 1926—1933 гг.)
  - на 51% - Рейхсминистерству почт и Министерству народного просвещения земли Пруссия;
  - на 49% - частная компания (акционерное общество «Фокс-Шальплаттен-унд-Шпрехиашинен»);
- (в 1933-1934 гг.)
  - на 51% - некоммерческому обществу с ограниченной ответственностью «Рейхсрадио»;
  - на 49% - Министерству народного просвещения земли Пруссия.

## Руководство
Руководство радиокомпанией осуществляли:
- (в 1922-1926 гг.)
  - наблюдательный совет, состоявший из представителей частных компаний;
  - правление, состоявшее из директора и интенданта;
- (в 1922-1933 гг.)
  - наблюдательный совет (Aufsichtsrat), состоявший из рейхскомиссаров по делам радиовещания имперского министерства почт, статс-комиссаров правительства земли Пруссия и представителей частных компаний;
  - правление (Vorstand), состоявшее из директора и интенданта, утверждавшегося контрольным комитетом;
  - контрольный комитет (Überwachungsausschuß), состоявший из рейхскомиссаров по делам радиовещания имперского министерства почт, статс-комиссаров правительства земли Пруссия и  одновременно являвшимися членами наблюдательного совета;
  - культурный совет (Kulturbeirat), члены которого назначались правительством земли по согласованию с имперским министром внутренних дел[2];
- (в 1933-1934 гг.)
  - статскомиссар по радиовещанию министерства народного просвещения земли Пруссия, которому были подчинены художественный руководитель и хозяйственно-технический руководитель;
  - программный совет (Programmbeirat)[3][4], назначавшийся Пруссией по согласованию с Имперским министром внутренних дел[5], из числа лиц не являющихся членами или служащими её правительства этих;
  - интендант;
  - директор.

## Подразделения
- (через Директора)
  - Бухгалтерия и касса
  - Хозяйственный и кадровый отдел
  - Регистратура
  - Технический отдел
- (через Интенданта)
  - Секретариат интендантства (intendanz-sekretariat)
  - Программное бюро
  - Отдел новостей и спорта;
  - Музыкальный отдел;
  - Отдел развлечений;
  - Отдел лекций;
  - Пресс-служба (Pressestelle)

## Активы
Радиокомпании принадлежали:
- Радиодом в Берлине;
- Радиостанция мощностью 250 Вт с позывным в 1933—1934 гг. «Берлин»[6].
- в 1925-1933 гг. - 6,1% капитала некоммерческого общества с ограниченной ответственностью «Рейхсрадио».

## Финансирование
Радиокомпания финансировалась:
- (в 1922-1925 гг.)
  - за счёт продажи рекламного времени;
- (в 1925-1931 гг.)
  - Имперским министерством почт;
  - в меньшей степени - за счёт продажи рекламного времени;
- (в 1931-1934 гг.)
  - некоммерческим обществом с ограниченной ответственностью «Имперское радио»
    - преимущественно от средств от сбора абонемента со всех владельцев радиоприёмников;
    - на 0,2% - за счёт продажи рекламного времени;
    - в меньшей степени - за счёт продажи другим других радиоорганизациям прав на создание радиоспектаклей по мотивам радиоспектаклей поставленных компанией, издания их на аудионосителях, продажи лицензий на создание по их мотивам других художественных произведений (экранизаций, новеллизаций, театральных адаптаций).

## Передачи программы радиокомпании
- текущие новости от Службы беспроводного вещания;
- текущие новости от правительства Пруссии;
- репортажи от Службы беспроводного вещания;
- публицистические передачи;
- музыка;
- с 1931 года - художественно-публицистические передачи и радиоспектакли.

## Правопреемники
Поглощена некоммерческим обществом с ограниченной ответственностью «Рейхсрадио» в 1934 году.  